# Оповідки з кільця
«Оповідки з кільця» (англ. «Tales from the Loop») — американський фантастичний телевізійний серіал за мотивами арткниги з однойменною назвою Сімона Столегаґа, який вийшов на Amazon Video.
Дія серіалу розгортається в альтернативні 1980-ті та розповідає про неймовірні пригоди городян, що мешкають над Кільцем, машиною, створеною для відкриття і дослідження таємниць всесвіту, що робить речі, які раніше вважалися неможливими.
Прем'єра відбулася 3 квітня 2020 року, коли було випущено 8 епізодів першого сезону.

## Список епізодів
| № серії | Назва серії                   | Режисер(и)      | Сценарист(и)       | Оригінальна дата виходу |
| --- | ----------------------------- | --------------- | ------------------ | ----------------------- |
| 1 | «Кільце / Loop»               | Марк Романек    | Натаніель Гальперн | 3 квітня 2020           |
| Дівчинка цікавиться роботою своєї матері в «Кільці». Коли мати приносить додому частину «Затемнення» — сфери, що слугує ядром «Кільця», світ змінюється. Будинок разом з матір'ю зникає, ніби їх ніколи не існувало, і дівчинка намагається їх повернути. Вона знайомиться з хлопчиком, мати якого виявляється нею ж самою дорослою.                                                                         |                               |                 |                    |                         |
| 2 | «Транспортування / Transpose» | Со Йонг Кім     | Натаніель Гальперн | 3 квітня 2020           |
| Двоє друзів виявляють у лісі залізну сферу, залізши в яку, можна обмінятися тілами. Вони вирішують пожити якийсь час в тілі одне одного і їм це подобається. Та лиш до того часу, поки один з них не починає зустрічатися з дівчиною іншого, будучи в чужому тілі. |                               |                 |                    |                         |
| 3 | «Стазис / Stasis»             | Діргбла Велш    | Натаніель Гальперн | 3 квітня 2020           |
| Школярка знаходить на узбережжі пристрій, здатний зупиняти час. Її стосунки з новим хлопцем не схвалює мати, і дівчина вирішує скористатися пристроєм аби побути з ним. Їхнє побачення розтягується на цілий місяць і майбутнє здається світлим, поки не з'ясовується, що елемент живлення пристрою вичерпався. Замкнені в пастці часу, обоє постають перед рисами одне одного, які досі воліли не помічати. |                               |                 |                    |                         |
| 4 | «Лунасфера / Echo Sphere»     | Ендрю Стентон   | Натаніель Гальперн | 3 квітня 2020           |
| Один з творців «Кільця» показує своєму онукові Лунасферу — залізну сферу, кількість відлунь голосу в якій означає скільки лишилося жити. Не почувши голосу дідуся, хлопчик розуміє, що той скоро помре та намагається врятувати його. |                               |                 |                    |                         |
| 5 | «Контроль / Control»          | Тім Міленц      | Натаніель Гальперн | 3 квітня 2020           |
| Один з жителів міста помічає присутність непроханого гостя біля будинку. Боячись за свою німу дочку, він стає одержимий думкою про її безпеку. Для цього він бере на якийсь час із роботи вантажного робота, оснащеного могутньою рукою. Проте прагнення безпеки ледве не обертається трагедією. |                               |                 |                    |                         |
| 6 | «Паралель / Parallel»         | Чарлі МакДовелл | Натаніель Гальперн | 3 квітня 2020           |
| На полі з'являється покинутий трактор, який знаходить місцевий житель. Полагодивши машину, він переноситься до паралельного світу, де його двійник має співмешканця. Лишившись жити в них, чоловік розуміє, що завжди хотів мати такого партнера. Йому приходить думка, що тутешній двійник не така вже й хороша пара, на відміну від нього.                                                                 |                               |                 |                    |                         |
| 7 | «Вороги / Enemies»            | Тай Вест        | Натаніель Гальперн | 3 квітня 2020           |
| Думаючи пожартувати з товариша, двоє підлітків лишають хлопця на острові, про який ходить недобра слава. Опинившись на острові, той ледве не гине та стикається з роботом, що живе там. Через багато років спогади змушують його, вже дорослого, повернутися на острів, житель якого виявився творінням його батька.                                                                                         |                               |                 |                    |                         |
| 8 | «Дім / Home»                  | Джоді Фостер    | Натаніель Гальперн | 3 квітня 2020           |
| Розшукуючи зниклого брата (з епізоду 2), хлопчик виявляє, що той опинився в тілі робота, а братове тіло перебуває в комі. Коли хлопчик повертається за допомогою, то виявляє, що минуло багато років, і намагається зберегти мить теперішнього. |                               |                 |                    |                         |

## У ролях
| Актор                    | Персонаж     |       |
| ------------------------ | ------------ | ----- |
| Ребекка Голл             | Лоретта      | [ 4 ] |
| Тайлер Барнгардт         | Денні Янссон | [ 5 ] |
| Джонатан Прайс           | Расс         |       |
| Данкан Джойнер           | Коул         |       |
| Даніель Золгґадрі        | Якоб         |       |
| Ніколь Лоу               | Мей          |       |
| Тайлер Барнгардт         | Денні Янссон |       |
| Джейн Александр          | Клара        |       |
| Стефані Естес            | Сара         |       |
| Тетяна Латрей            | Лорен        |       |
| Крістін Парк             | Стейсі       |       |
| Алессандра де Са Перейра | Бет          |       |

## Виробництво
17 липня 2018 року було оголошено, що Amazon.com зробив замовлення серіалу на перший сезон, що складається з восьми серій. Виконавчими продюсерами є Метт Рівз, Адам Кассан, Рафі Крон, Натаніел Гальперн, Марк Романек, Маттіас Монтеро, Йохан Ліндстрем та Саманта Тейлор Пікетт. Очікувалося що Гальперн також буде виступати шоуранером, оскільки Романек керуватиме пілотним епізодом.

## Оцінки й відгуки
Перший сезон серіалу зібрав 84 % схвальних рецензій на сайті RottenTomatoes і 66 балів зі 100 на Metacritic.
У рецензії Butler's Cinema Scene описувалося, що «Відмінне мистецьке спрямування серіалу змішує маленьке американське місто з футуристичними (насправді ретрофутуристичними) атрибутами». Відзначалася меланхолійна атмосфера буденної таємничості, що проявляється в повсякденності таких речей як роботи чи літаючий транспорт, таємничих вежах над «Кільцем» або іржавих сферах у лісі за містом; питаннях любові (романтичної та родинної) та її втрати. Сетинг серіалу характеризувався як «доцифровий» — без мобільних телефонів або плоских моніторів, з модою 1970-х. Підбір акторів називався «приголомшливим», як і музичний супровід.
Бен Трейверс з IndieWire підкреслював, що серіал зосереджено на питаннях ким ми були і ким станемо. Комплексні сюжети, в яких поєднуються різні науково-фантастичні теми, контрастують з простими посилами. Серіал часто вдається до недосказаності на кшталт призначення веж за містом або причин втрати руки одним з персонажів. Виділялося, що дія відбувається неквапливо, тому «Якщо ви хочете помірковувати як чи чому можлива подія, ви можете; є час для ваших власних думок, відведений в кожному епізоді». В той же час висловлювалося здивування, що серіал, зосереджений на стосунках кількох пов'язаних між собою осіб приділяє мало уваги їхнім контактам одне з одним. «Немає жодної впевненості чи навіть припущення, що ми повернемося до будь-якого з основних сюжетів окремих епізодів, навіть після того, як ці епізоди викликають справжню прив'язаність» — відзначалося в рецензії.
На думку Керра Лордигана з TV Review, «Оповідки з Кільця» найподібніші до «Сутінкової зони», проте «атмосфера відчувається більш драматичною, ніж науково-фантастичною, що було б цілком прийнятно, якби це було щось більше, ніж „просто тому, що“». «Якщо ви шукаєте якоїсь наукової фантастики… ви будете розчаровані».
Чарлі Голлом з Polygon відзначалося, що перший сезон однозначно привертає увагу, проте недосказаність і загравання з прихованими зв'язками між персонажами не йде на користь. «Спантеличення й загадковість приносять свій різновид задоволення, але коли сюжетні лінії не приводять до жодних висновків, вони ризикують перейти до абсурду. Уявіть, що Шерлок Холмс бігає навколо, спостерігає за подіями, а потім нудьгує і грає на скрипці всю ніч, а не розгадує останню свою таємницю».